# خویشاوند (آخرین بازمانده از ما)
«خویشاوند» (انگلیسی: Kin) ششمین قسمت از فصل اول مجموعه درام پسا-آخرالزمانی آمریکایی آخرین بازمانده از ما است. این قسمت که توسط کریگ مازن، یکی از سازندگان این مجموعه، نوشته و توسط یاسمیلا ژبانیچ کارگردانی شده است، در ۱۹ فوریه ۲۰۲۳ از شبکه اچ‌بی‌او پخش شد. در این قسمت، جوئل (پدرو پاسکال) و الی (بلا رمزی) به جکسون، وایومینگ سفر می‌کنند، جایی که برادر جوئل، تامی (گابریل لونا) و همسرش ماریا (روتینا وسلی) را پیدا می‌کنند.
این قسمت در نوامبر و دسامبر ۲۰۲۱ فیلم‌برداری شد. ژبانیچ به داستان جذب شد زیرا احساس می‌کرد که جامعه‌ای که در جکسون به نمایش گذاشته شده، تجربیات او از دوران کودکی در سارایوو را بازتاب می‌دهد. کنمور، آلبرتا برای شبیه‌سازی جکسون استفاده شد؛ کسب‌وکارهای محلی تغییر شکل داده و ساختمان‌هایی در این شهر ساخته شد، از جمله یک دیوار چوبی ۳۰ فوتی (۹٫۱ متر) در یکی از خیابان‌های اصلی. این قسمت نقدهای مثبتی دریافت کرد و از نویسندگی، کارگردانی، فیلم‌برداری و بازیگری پاسکال، رمزی و لونا تمجید شد. این قسمت در روز اول پخش خود توسط ۷٫۸ میلیون بیننده تماشا شد. پاسکال برای عملکرد خود در این قسمت، نامزد جایزه امی ساعات پربیننده برای بهترین بازیگر نقش اول مرد در مجموعه تلویزیونی درام در هفتاد و پنجمین جوایز امی شد.